# Yernawe
Yernawe (ancienne orthographe : "Ernawe") est un village belge de Hesbaye faisant partie de la commune de Saint-Georges-sur-Meuse dans la province de Liège en Région wallonne.

## Situation
Traversé par la route nationale 614 Amay-Tongres appelée Chaussée verte (ancienne chaussée romaine de Metz à Tongres), le village de Yernawe se trouve à environ 2 km de la sortie 5 de l'autoroute E42.

## Histoire[3],[4]
On trouve trace d'habitations, villas et tombes gallo-romaines à Yernawe, remontant de la période romaine (1er au IVe siècle).
À la fin du XIe siècle, Yernawe est un alleu dépendant de l'église Saint Lambert de Liège et présentant une superficie de 100 bonniers. Plus tard, Yernawe échut aux mains de l'abbaye de Saint-Jacques qui erriga, une chapelle, entre 1145 et 1248, dont on trouve trace dans les écrits du pape Innocent IV. 
Durant les guerres qui se déroulèrent dans la région, au cours des XVIIe et XVIIIe siècles, l'alley Yernawe a souffert du passage des troupes lorraines qui la pillent. Les populations ne sont pas en reste puisqu'elles subissent réquisitions, meurtres, incendies, vols et viols.
Vers 1663, des restaurations de l'entité de Yernawe sont réalisées mais en 1797, les biens de l'abbaye sont confisqués par les révolutions et revendus en grande partie.

## Patrimoine
Le tumulus de Yernawe, situé le long de l'ancienne chaussée romaine reliant Tongres à Arlon et puis Metz, est repris sur la liste du patrimoine immobilier classé de Saint-Georges-sur-Meuse et sur la liste du patrimoine exceptionnel de la Région wallonne. Il s'agit d'un tumulus boisé d'un diamètre de 46 m, d'une hauteur de 10 m et d'un volume de 10 000 m3. Sur son sommet, une petite chapelle blanche est dédiée à la Sainte Trinité ou à Saint Donat. C'est un lieu de pèlerinage encore suivi le jour de la fête locale. On y accède par un escalier.
Parmi les fermes du village, la ferme de l'Abbaye est une imposante construction en carré construite en brique et pierre de taille avec soubassement en moellons de grès. Elle se compose d'un corps de logis, d'étables, d'écuries et d'une grange monumentale. Elle dépendait de l'abbaye bénédictine de Saint-Jacques à Liège. Le porche daté de 1664 reprend les armoiries de Gilles de Geer, abbé de Saint-Jacques.

## Sceau et armoiries
|  | Armoiries de Yernawe. Blasonnement : De gueules semé de fleurs-de-lis d'argent; au franc-quartier d'or chargé d'un lion de gueules et au lambel d'azur brochant sur l'épaule du lion. |